# Kapel Onze-Lieve-Vrouw Troosteres der Bedrukten

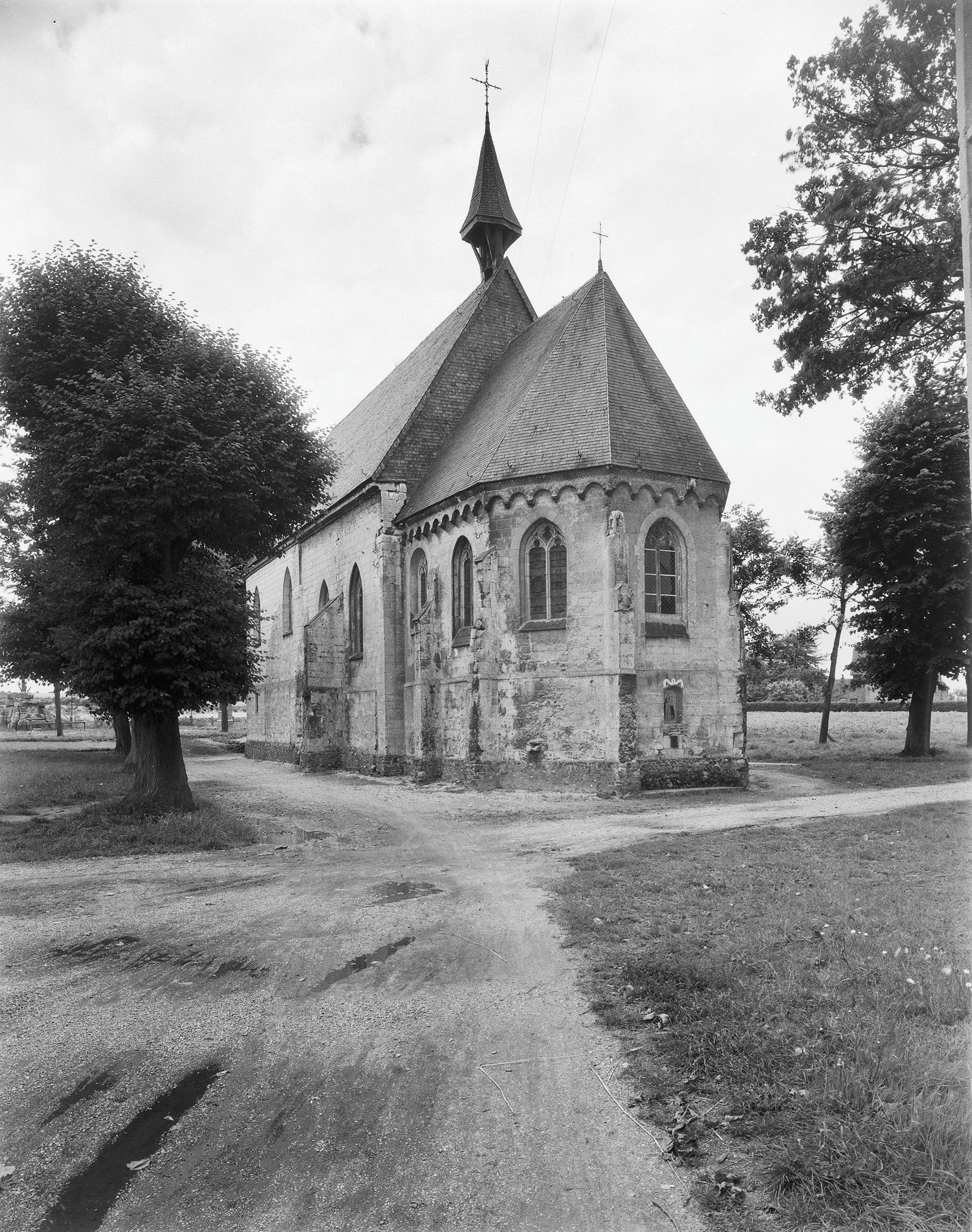
Kapel Onze-Lieve-Vrouw Troosteres der Bedrukten in 1954

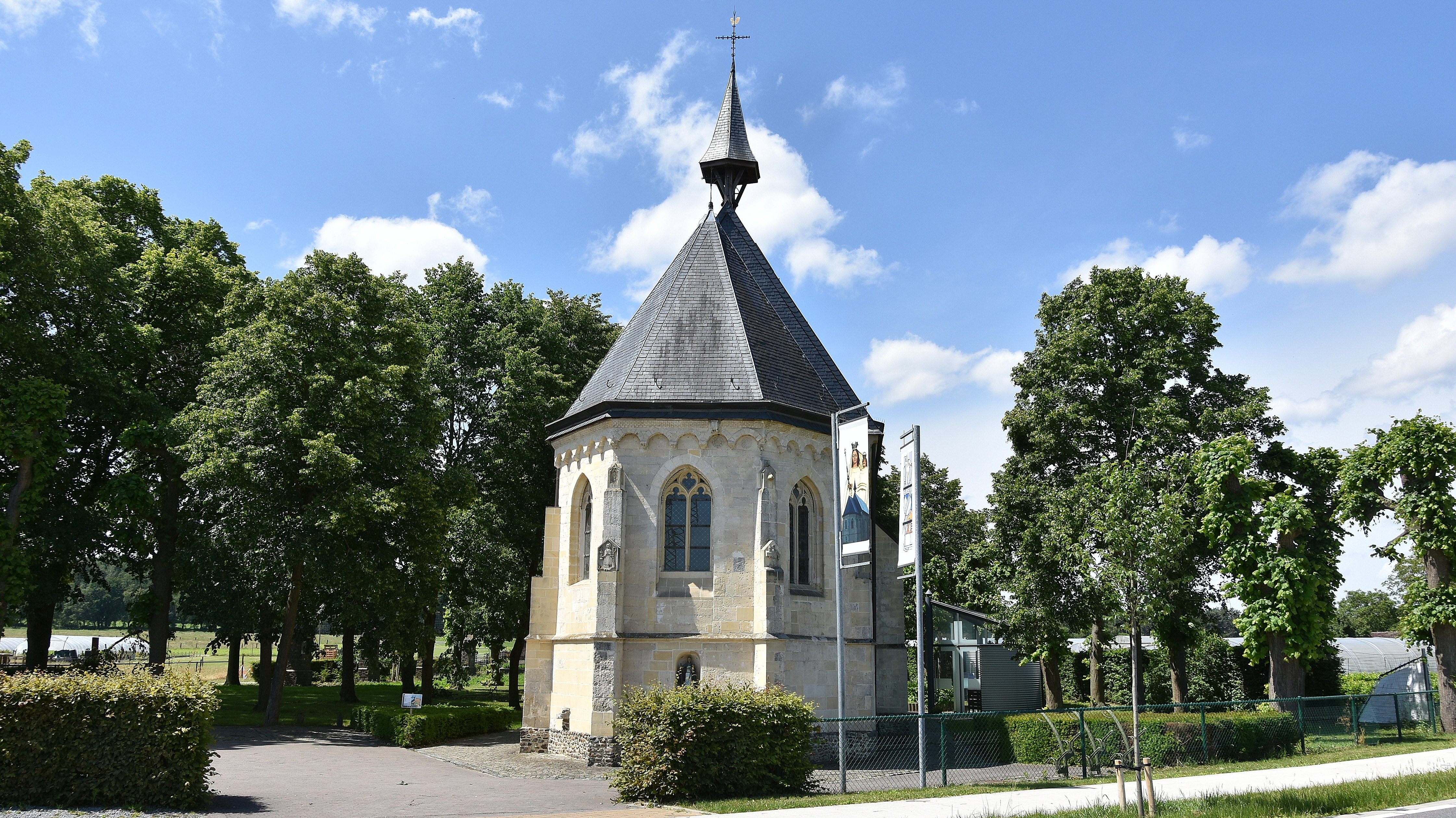
De kapel in 2019

De Kapel Onze-Lieve-Vrouw Troosteres der Bedrukten of Onze-Lieve-Vrouw ter Heerbaan is een betreedbare kapel die zich bevindt aan de Opitterkiezel 200, ten noorden van de kom van Opitter.

## Geschiedenis
De kapel werd gesticht in 1361, toen Pieter en Jan Peenres vrijgelaten werden uit de Burcht van Stokkem. Zij waren daar beland nadat Godfried van Dalenbroek, de erfgenaam van Diederik van Heinsberg, in deze burcht belegerd was door Engelbert van der Mark, prins-bisschop van Luik, welke het kasteel na 27 dagen innam en aanhangers van Godfried in de eigen burcht gevangen zette.
De broers, die beloofd hadden om een kapel te stichten indien ze behouden weerkeerden, stierven echter voordat de kapel voltooid was. De kapel werd echter voltooid en in 1427 werd ze ingewijd. Het tiendrecht en patronaatsrecht was in handen van de Abdij van Averbode.
Het was een driebeukige kapel in vroeggotische stijl. Omstreeks 1500 werd het uitgebreid met een gotisch koor. Later werd de kapel bouwvallig en, mogelijk in 1661, werd ze verkleind, waarbij de zijbeuken werden afgebroken. Pastoor Nicolas Reymers (1639-1680) verfraaide de kapel en stimuleerde de bedevaarten naar dit gebouw.
De kapel werd daarna nog een aantal malen gewijzigd en gerestaureerd, zoals in 1742, 1907,1928 en 2003. In 1933 werd de kapel geklasseerd als beschermd monument.

## Gebouw
Het mergelstenen gebouw staat op een sokkel van Maaskeien. Het heeft een eenbeukig schip en in de noorzijde een klein muurgedeelte in ijzerzandsteen. De kapel wordt bedekt door een hoog zadeldak, voorzien van een dakruiter en met leien gedekt. Merkwaardig zijn de drie reliëfs in de oostelijke steunberen van het koor. Eén ervan verbeeldt een bisschopsfiguur, mogelijk Sint-Norbertus. De andere twee kunnen niet worden geïdentificeerd.

## Meubilair
Er is een portiekaltaar uit de 2e helft van de 17e eeuw, waarboven het schilderij Maria-Tenhemelopneming hangt, uit de 18e eeuw en geschilderd door ene Caes uit Weert. De communiebank stamt uit de eerste helft van de 18e eeuw. Uit het midden van de 17e eeuw dateert het schilderij: Genezing der zieken door Onze-Lieve-Vrouw. Uit de 1e helft van de 16e eeuw is er een aangekleed Mariabeeld.
Voorts vindt men een tabernakel uit 1662, een eiken biechtstoel uit 1767, een offerblok uit omstreeks 1600 en een communiebank uit de eerste helft van de 18e eeuw.
De glas-in-loodramen werden in 1928 gerestaureerd door Karel Gessler.

## Galerij

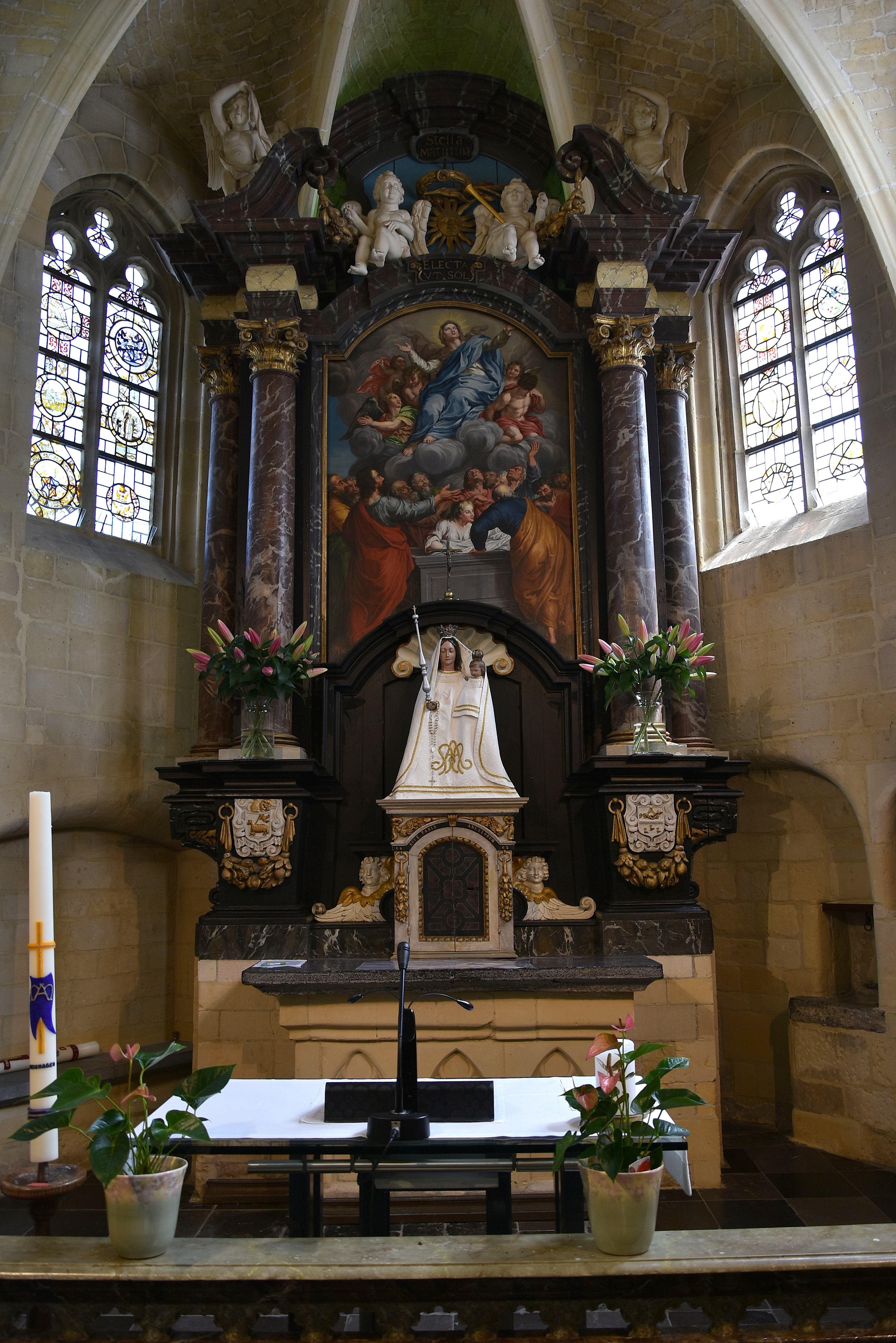
Hoogaltaar
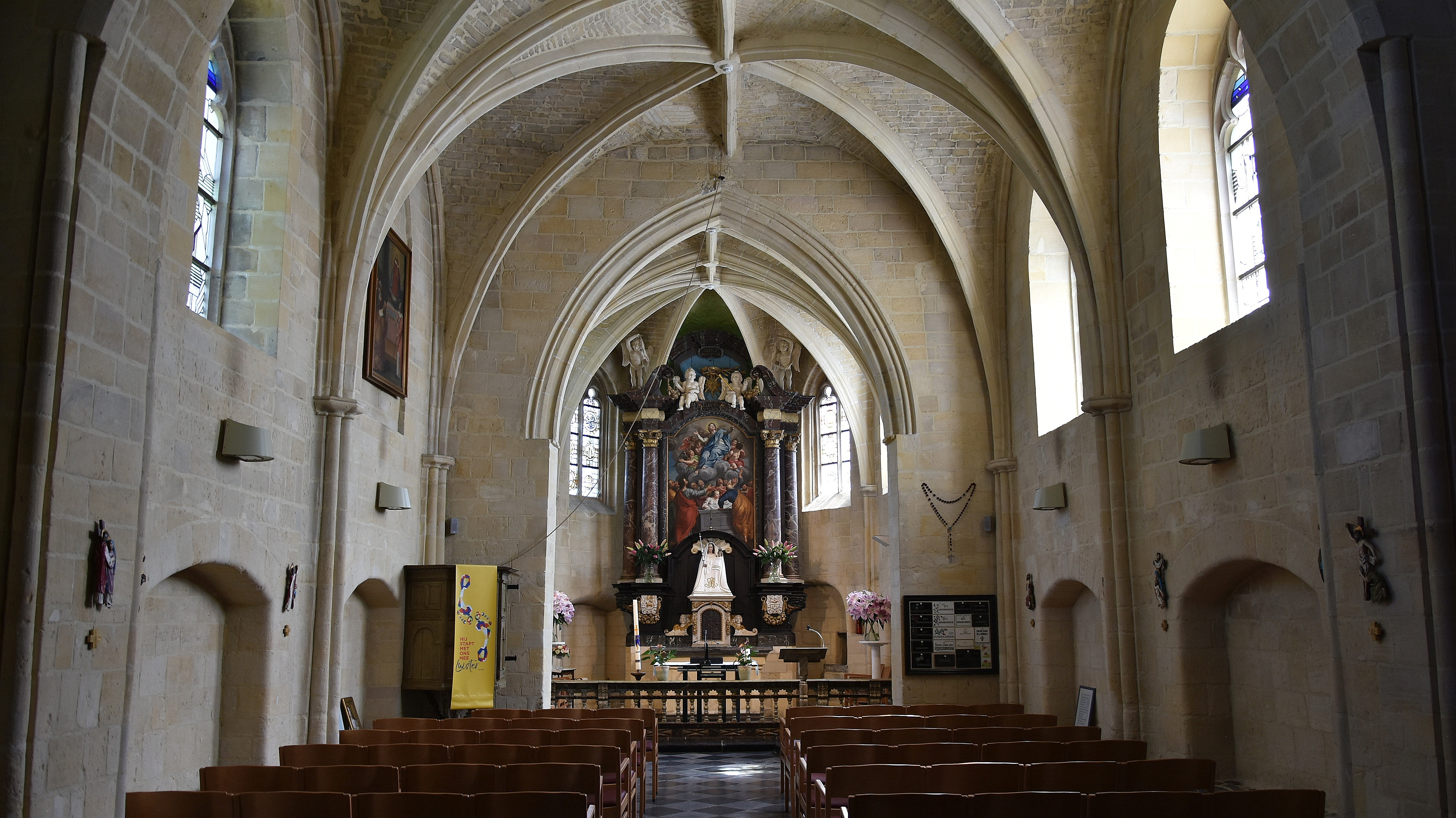
Interieur
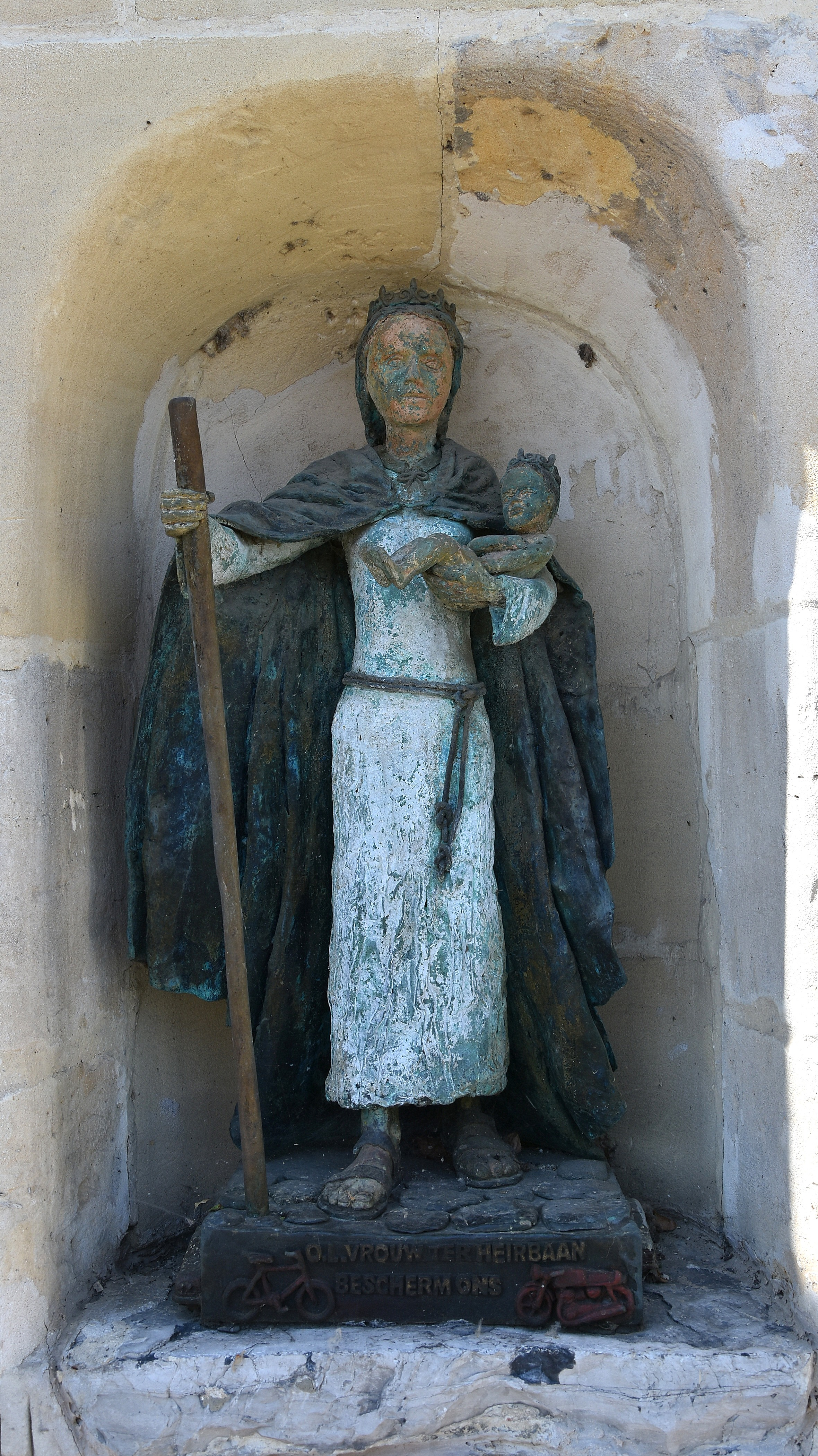
Onze-Lieve-Vrouw Ter Heirbaan
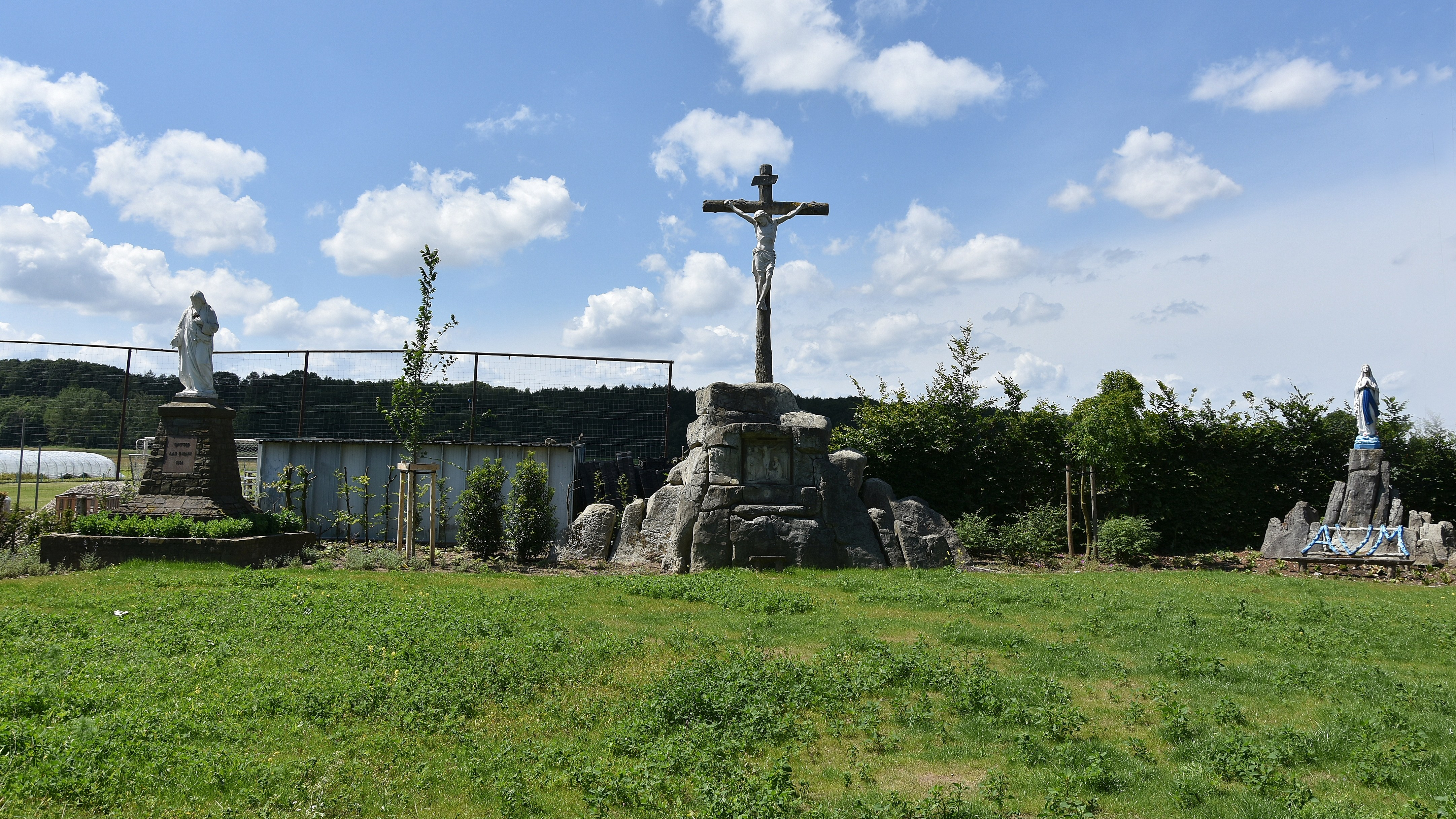
Golgotha aan de kapel